# Карл-Вільгельм фон Шлібен
Карл-Вільгельм фон Шлібен (нім. Karl-Wilhelm von Schlieben; нар. 30 жовтня 1894, Айзенах — пом. 18 червня 1964, Гіссен) — німецький воєначальник часів Третього Рейху, генерал-лейтенант (1944) вермахту. Кавалер Лицарського хреста Залізного хреста (1943). Учасник Першої та Другої світових війн. У роки Першої світової бився на Західному фронті, був неодноразово поранений, відзначений нагородами Німецької імперії. У роки Другої світової — командир полків, бригади, дивізій. Бився у Франції та на Східному фронті.

## Біографія
Військова кар'єра
- 11 серпня 1914 — фанен-юнкер
- 9 січня 1915 — фенрих
- 3 березня 1915 — лейтенант
- 1 квітня 1925 — обер-лейтенант
- 1 жовтня 1929 — ротмістр
- 1 жовтня 1935 — майор
- 1 серпня 1938 — оберст-лейтенант
- 1 серпня 1941 — оберст
- 1 травня 1943 — генерал-майор
- 1 травня 1944 — генерал-лейтенант

Карл-Вільгельм фон Шлібен народився 30 жовтня 1894 року в Айзенахі у прусській Рейнській провінції. 11 серпня 1914 року невдовзі після початку Першої світової війни фанен-юнкером вступив до лав Прусської армії до 3-го Гвардійського пішого полку. У березні 1915 року одержав перше офіцерське звання лейтенант. За час війни був нагороджений низкою орденів, зокрема Залізними хрестами обох ступенів, та медалями.
Після Першої світової війни залишився в лавах Рейхсверу. Проходив службу в піхотних та кавалерійських частинах Веймарської республіки.
На початок Другої світової війни служив у штабі 13-го військового округу. З січня 1940 року — командир 1-го мотопіхотного полку 1-ї танкової дивізії. Брав участь у Французькій кампанії. З 15 серпня 1940 року командир 108-го мотопіхотного полку 14-ї танкової дивізії. З початком операції «Барбаросса» бився на південному фланзі німецько-радянської війни. Бої в Україні, на Донбасі. 1 серпня 1941 року присвоєне звання оберст.
З червня 1942 року фон Шлібен командував бригадою у 4-ій танковій дивізії, яка була практично знищена в Сталінградській битві. 1 лютого 1943 року очолив 208-у піхотну дивізію.
1 квітня 1943 року оберст фон Шлібен очолив 18-ту танкову дивізію, що билася на Східному фронті на Курській дузі. З початком переформування дивізії на 18-ту артилерійську дивізію генерал-майор К.-В. фон Шлібен виведений до резерву фюрера.
12 грудня 1943 року прийняв під своє командування 709-ту піхотну дивізію, що виконувала окупаційні функції в Нормандії, у Франції. З початком вторгнення союзників до континентальної Європи бився в Нормандській операції, його дивізію, що зазнала великих втрат блокували в порту Шербура. В період 14 — 26 червня 1944 року між частинами американських збройних сил та військами вермахту точилася битва за місто. 23 червня генерал фон Шлібен був призначений комендантом Шербура, відповідальним за утримання «фортеці Шербур», як-то оголосив Гітлер. Але вже за три дні німецькі війська у французькому місті на чолі з їхнім командиром здалися у полон американському генералу Ментону Едді, командиру 9-ї піхотної дивізії.

### Полон
Спочатку Карл-Вільгельм фон Шлібен був відправлений до Британії, де у Трент-Парк його тримали разом з іншими високопосадовцями нацистської Німеччини. 9 січня 1946 року генерала перевели до спеціалізованого табору військовополонених № 11 на острові Фарм, біля уельського міста Брідженд. 2 жовтня 1947 року звільнений з полону на волю.